# نبرد یبنه
نبرد یبنه (انگلیسی: Battle of Yibneh)، نبردی است در سال ۱۱۲۳ میان نیروهای صلیبی به رهبری اوستاس گرنیر و نیروهای خلافت فاطمی به رهبری مأمون در یبنه در میانه اشکلون و یافا که با پیروزی صلیبیون به پایان رسید.